# Miguel Hidalgo, Venustiano Carranza
Miguel Hidalgo är en ort i Mexiko.   Den ligger i kommunen Venustiano Carranza och delstaten Chiapas, i den sydöstra delen av landet, 800 km sydost om huvudstaden Mexico City. Miguel Hidalgo ligger 595 meter över havet och antalet invånare är 1 178.
Terrängen runt Miguel Hidalgo är varierad. Runt Miguel Hidalgo är det ganska glesbefolkat, med 50 invånare per kvadratkilometer. Närmaste större samhälle är Venustiano Carranza, 7,1 km öster om Miguel Hidalgo. I omgivningarna runt Miguel Hidalgo växer huvudsakligen savannskog.